# Wielkorządca krakowsko-sandomierski
Wielkorządca krakowsko-sandomierski (łac. magnus procurator) – urzędnik centralny Korony Królestwa Polskiego, zarządzający dobrami królewskimi w Małopolsce.
Jego istnienie poświadczył po raz pierwszy Jan Długosz pod rokiem 1356.
W wyniku stałego kurczenia się dochodów z majątków królewskich, w XVIII wieku pozostały z nich tylko opłaty z młynów i kramów w Krakowie i myta pobierane u bram miasta. Wielkorządca był też przełożonym cechu włóczków krakowskich.